# Lowbrow
Lowbrow o surrealismo pop es un término utilizado para describir el movimiento underground de arte visual que surgió en la zona de Los Ángeles, California a inicios de los años de 1980. El movimiento tiene sus orígenes en el mundo del underground comix, la música punk, la cultura callejera del Hot rod y otras subculturas de California. A veces, el estilo artístico gira en torno a un humor alegre, o también lleno de picardía o sarcasmo.
La mayoría de las obras de arte lowbrow son pinturas, pero también existen juguetes, arte digital y escultura.

## Historia
Algunos de los primeros artistas en crear aquello que llegaría a ser conocido como arte lowbrow fueron historietistas underground, como Robert Williams y Gary Panter. Las primeras muestras se realizaron en galerías de arte alternativas en Nueva York y en Los Ángeles, como la Psychedelic Solutions Gallery, en East Village, de Jacaeber Kastor; La Luz de Jesús de by Billy Shire, y la Zero One Gallery, en Hollywood, de John Pochna. El movimiento creció constantemente desde sus inicios con cientos de artistas que adoptaron este estilo. Conforme el número de artistas aumentó, el número de galerías que exhibían lowbrow creció. Tanto la Julie Rico Gallery como la Bess Cutler Gallery comenzaron a exponer a artistas importantes y ayudaron a difundir este tipo de arte que fue clasificado como lowbrow. La revista de lowbrow Juxtapoz, de Robert Williams, creada en 1994, ha sido uno de los pilares de la crítica del arte lowbrow, y ha ayudado a difundir y a hacer crecer el movimiento.
Los críticos han resaltado que existen en la actualidad diferentes maneras en que el lowbrow se manifiesta en regiones y lugares distintos. Algunos reconocen un estilo distintivo de la costa oeste de Estados Unidos, profusamente influido por el underground comix y la cultura de los autos hot rod. Conforme el estilo lowbrow comenzó a difundirse alrededor del mundo, se fue mezclando con otras tendencias en las artes visuales de los lugares donde comenzó a establecerse. Conforme se ha ido desarrollando el lowbrow, se han dado ramificaciones hacia nuevas tendencias o, inclusive, movimientos artísticos totalmente nuevos, tal como sucedió con movimientos pasados.[cita requerida]

## Origen del términolowbrow
En un artículo del número de febrero de 2006 de su revista Juxtapoz, Robert Williams se da el crédito de haber acuñado el término lowbrow.  Afirma que, en 1979, Gilbert Shelton, de la editorial Rip-Off Press, tomó la decisión de publicar un libro presentando las pinturas de Williams. Williams dijo que él mismo había decidido nombrar el libro con el título menospreciativo de The Lowbrow Art of Robt. Williams (El arte de mal gusto de Robt. Williams), ya que ninguna institución de arte renombrada reconocía este tipo de arte. Lowbrow, por tanto, fue usado por Williams en oposición a highbrow ('intelectual', 'elevado'). Dijo que el nombre pegó, pese a que cree que es inapropiado.

## Lowbrowo surrealismo pop
El Lowbrow también es conocido como «surrealismo pop». Kirsten Anderson, quien editó el libro Pop Surrealism, considera relacionados el lowbrow y el surrealismo pop, pero como movimientos distintos. Sin embargo, Matt Dukes Jordan, autor de Weirdo Deluxe, considera que los términos son intercambiables.

## Lowbrowvs. bellas artes
Los museos, críticos de arte, galerías del mainstream, etc., se han mostrado firmes con respecto al estatus del Lowbrow en el mundo de las bellas artes, y hasta la fecha, en su mayoría lo han excluido, lo cual no ha impedido que algunos coleccionistas compren obras. Algunos críticos de arte dudan que el lowbrow sea un movimiento artístico «legítimo», por lo que hay muy poca crítica académica al respecto. El argumento más habitual de los críticos es que los escritos críticos surgen de manera natural desde dentro de un movimiento artístico en primer lugar, y después en un círculo más amplio de críticos que dirige su atención hacia este conjunto de escritos para su propia crítica. Esta ausencia aparente de rigor interno podría deberse a que muchos artistas del lowbrow comenzaron sus carreras en campos que, normalmente, no se consideran dentro de las bellas artes, tales como la ilustración, el tatuaje y los libros de historietas. Varios artistas lowbrow son autodidactas, lo que los aleja más del mundo de los curadores de museos y escuelas de arte.
Varias personas en el mundo del arte tienen profundas dificultades con respecto al enfoque figurativo del lowbrow, su cultivo de la narrativa y su gran valoración de las habilidades técnicas.[cita requerida] Las escuelas de arte y los curadores y críticos tradicionalmente han menospreciado profundamente estos aspectos, sobre todo durante las décadas de los años de 1980 y 1990.[cita requerida]
No obstante, algunos artistas que comenzaron sus carreras exhibiendo en galerías lowbrow han comenzado a mostrar su trabajo, principalmente en galerías de bellas artes pertenecientes a la corriente aceptada. Joe Coleman, Mark Ryden (a partir de su exhibición de 2007 2007 'Tree Show'), Robert Williams, Manuel Ocampo, Georganne Deen y los hermanos Clayton son algunos ejemplos.
Se pueden hallar ecos del enfoque lowbrow en la historia del arte del siglo XX, comenzando con el trabajo de los dadaístas y los exponentes principales del movimiento regionalista estadounidense (artistas como Marcel Duchamp y Thomas Hart Benton), movimientos que han cuestionado las distinciones entre arte elevado y arte bajo; arte fino y popular, y finalmente entre cultura popular y cultura del arte refinado. En cierto sentido, el arte lowbrow consiste en explorar y criticar esas distinciones, y es por eso que comparte similitudes con el arte pop de la década de 1960 y principios de los años de 1970. También es necesario destacar que, así como los artistas lowbrow se mueven en los límites borrosos entre cultura elevada y cultura baja, existen otros artistas contemporáneos del mainstream que usan estrategias artísticas similares a las empleadas por artistas lowbrow. Como ejemplos se puede mencionar a Lisa Yuskavage; Kelly D. Williams; Kenny Scharf; Takashi Murakami; Jim Shaw; John Currin; Mike Kelley, y la Mission School de San Francisco (en la que se incluye a Barry McGee) o Margaret Kilgallen.

## Libroslowbrow
Existen varios libros que ofrecen una visión general del lowbrow, tales como:
- Kustom Graphics. Korero Books.
- Mauro Tropeano. (2020) Lowbrow Art / Pop Surrealism (Le Origini / La Storia). ISBN 978-1-71-577565-0
- Kirsten Anderson. (2005) Pop Surrealism: The Rise of Underground Art. ISBN 0-86719-618-1
- Matt Dukes Jordan. (2005) Weirdo Deluxe: The Wild World of Pop Surrealism and Lowbrow Art. San Francisco: Chronicle Books. ISBN 0-8118-4241-X Aparte de proporcionar algunas de las mejores muestras del trabajo de 23 artistas lowbrow o surrealistas pop, Weirdo Deluxe incluye una introducción y una extensiva línea del tiempo ilustrada de la cultura popular y de las bellas artes en el siglo XX que han moldeado este movimiento, además de entrevistas con los artistas en las cuales discuten influencias en su arte.
- Aaron Rose and Christian Strike. (2004). Beautiful Losers: Contemporary Art and Street Culture. ISBN 1-891024-74-4
- Sherri Cullison. (2002) Vicious, Delicious, and Ambitious: 20th Century Women Artists. ISBN 0-7643-1634-6 Mujeres en el lowbrow.

También hay libros que se enfocan individualmente en artistas lowbrow como Mark Ryden, Robert Williams, Joe Coleman, Anthony Ausgang, The Pizz, SHAG (Josh Agle), Stacy Lande, Todd Schorr, Camille Rose Garcia y Elizabeth McGrath.

## Revistaslowbrow
- La revista Juxtapoz de Robert Williams es una publicación del lowbrow importante que funciona como una especie de boletín del movimiento.
- FineRats Lowbrow Illustration Magazine es una publicación trimestral de distribución gratuita, editada en España, con 52 páginas a todo color centradas en el lowbrow.
- La revista Raw Vision cubre el arte lowbrow y el arte marginal. Contiene imágenes a todo color y artículos concisos sobre artistas fuera del mainstream.
- Hi Fructose, aparecida en 2005, especializada en arte lowbrow.
- Forno Magazine también incluye obras lowbrow relacionadas con temas sexuales.

## Documentaleslowbrow
Varias películas han sido realizadas con el fin de documentar el movimiento lowbrow. Entre otras, pueden citarse:
- New Brow: the Birth of Pop Surrealism
- The Treasures of Long Gone John
- Lowdown on Lowbrow (60 min)